# 安芸山本駅
安芸山本駅（あきやまもとえき）は、かつて広島県安佐郡長束村（現・広島市安佐南区長束）にあった、鉄道省可部線の駅。1943年（昭和18年）10月1日に営業休止となった。

## 概要
現在の可部線の原点となる大日本軌道広島支社線の開業とともに設置された。当初は長束停留場を名乗っていたが、後に開業した隣の大師停留場（現在の安芸長束駅）が新たに長束停留場を名乗ることになり、また当駅が山本村（現在の安佐南区山本）の入り口に位置していたことから山本停留場に改称、後に国有化により安芸山本駅となった。
1943年（昭和18年）、可部線内の他のいくつかの駅とともに休止された。
小説「黒い雨」においては「山本駅」として当駅が登場するが、広島市への原子爆弾投下時（1945年（昭和20年）8月6日）には既に営業を休止（実質廃止）しており、事実と異なっている。
可部線と並行する旧国道（県道277号）に、広島交通の「安芸山本」バス停が存在している。

## 歴史
- 1909年（明治42年）12月19日[1] - 大日本軌道広島支社線横川停留場 - 祇園停留場間開業とともに長束停留場として設置される。軌間762mm非電化。
- 1919年（大正8年）3月11日 - 可部軌道へ譲渡、同社の停留場となる。
- 1926年（大正15年）5月1日 - 広島電気に合併、同社の停留場となる。
- 1928年（昭和3年）11月9日 - 当駅を含む横川停留場 - 古市橋駅間が1067mmに改軌、あわせて直流600V電化。
- 1931年（昭和6年）7月1日 - 広浜鉄道へ譲渡、同社の停留場となる。
- 1933年（昭和8年）4月21日 - 山本停留場に改称。同時に隣の大師停留場（現在の安芸長束駅）が長束停留場に改称。
- 1936年（昭和11年）9月1日 - 可部線国有化により安芸山本駅に改称。
- 1943年（昭和18年）10月1日 - 休止[2]。